# Jonas e o Circo sem Lona
Jonas e o Circo sem Lona é um filme-documentário brasileiro de 2015 dirigido e escrito por Paula Gomes. Exibido pela primeira vez no Festival de Cinema de Amsterdã, segue a história de Jonas, um garoto de treze anos que mora em Salvador, Bahia, e se apresenta em espetáculos circenses na região onde vive.
A produção é do coletivo baiano PLANO 3 FILMES. A distribuição no Brasil foi da Vitrine Filmes e, no Uruguai, aconteceu em parceria com a Buen Cine.
Jonas tem 13 anos e o sonho de manter vivo o circo que ele mesmo criou no quintal de sua casa. Jonas nasceu em um circo itinerante. Mas, há alguns anos, sua família deixou pra trás o circo e se estabeleceu num bairro da periferia de Salvador. Jonas nunca se acostumou ao novo estilo de vida. Por isso ele criou o seu próprio circo. Mas mantê-lo vivo é cada vez mais difícil. Jonas está crescendo e a adolescência lhe impõe impiedosamente novos desafios. Assim, enquanto o circo de Jonas vai desmoronando, ele percebe sua impotência em mudar o final desse filme, levando-nos a uma viagem onde encontraremos ao menos uma grande pergunta: o que fazemos com nossos sonhos quando crescemos?
O filme também discute a educação no Brasil através do dilema de Jonas. Sem incentivo da escola e dos professores, o garoto quer deixar os estudos de lado para se dedicar totalmente a sua paixão. Mas a mãe não abre mão do futuro do filho e vê nos estudos a grande oportunidade.
O longa estreou em salas de cinema do Brasil em 2017, com ótima recepção pelo público e crítica, e já percorreu mais de 30 festivais pelo mundo, recebendo 13 prêmios em países como México, Estados Unidos, Espanha e França. Foi também o único representante latino-americano no IDFA – International Documentary Film Festival Amsterdam / First Appearance Competition. No Brasil, ganhou prêmios de Melhor Longa pelo Júri Especial no Festival Panorama de Cinema 2016, Prêmio Destaque do Cine Esquema Novo 2016 e Menção Especial do Júri do Cachoeira Doc 2016.
FICHA TÉCNICA:
Direção: Paula Gomes
Roteiro: Paula Gomes e Haroldo Borges
Assessoria de Projeto: Marta Andreu
Produção: Marcos Bautista, Ernesto Molinero, Haroldo Borges
Produção de Set: Milena Pinheiro
Direção de Fotografia: Haroldo Borges
Som Direto: Pedro Garcia do Couto
Montagem: Andrea Kleinman
Edição de Som / Mixagem: Jorge Gutierrez, Tori Zalokar, Max Gorriti
Com: Jonas Laborda, Wilma Macedo, Neide Silva, Wanderson Silva, Micael Nunes, Ian Laborda, Gutinho Silva, Mateus Lima, Ana Paula Araújo.